# Batzkes Hus
Batzkes Hus ligger i Hillerød og er den tidligere gartnerbolig ved Frederiksborg Slot. Hovedhuset blev opført i 1720 af Johan Cornelius Krieger. Det blev fredet i 1924.